# La tenerezza
La tenerezza è un film del 2017 diretto da Gianni Amelio.
Il lungometraggio è liberamente tratto dal romanzo di Lorenzo Marone La tentazione di essere felici, pubblicato nel 2015. Ambientato nella Napoli borghese, vede come attori protagonisti Renato Carpentieri, Giovanna Mezzogiorno, Micaela Ramazzotti, Elio Germano e Greta Scacchi.

## Trama
Lorenzo, un anziano avvocato in pensione, ha appena avuto un infarto ma in ospedale si rifiuta di parlare con i figli Elena e Saverio, con i quali non ha rapporti. L'unico parente con il quale ha rapporti affettuosi è Francesco, il figlio che Elena ha avuto mentre studiava in Egitto per diventare interprete. Tornato a casa, Lorenzo fa la conoscenza di Michela, la sua nuova vicina di casa, che si è trasferita con il marito Fabio e i due figli nell'appartamento vicino al suo, mentre lui era in ospedale.
Lorenzo si affeziona a questa famiglia proveniente dal nord, soprattutto a Michela che lo invita a sorridere di più, dimostrandosi un'affettuosa presenza nella sua vita solitaria. Ben presto Lorenzo scopre che Fabio, nevrotico ingegnere, non è in grado di legare con i figli, proprio come lui. Una domenica, parlando con Michela, Lorenzo le confida che quando i suoi figli erano bambini, li amava moltissimo, ma una volta cresciuti se ne è completamente distaccato. Michela ipotizza che sia una difesa psicologica per non provare dolore nel vederli soffrire. Punto sul vivo, Lorenzo esce di casa.
La sera, al suo ritorno, l'anziano avvocato scopre che Fabio ha compiuto una strage uccidendo i figli e suicidandosi. L'unica superstite è Michela che è ricoverata in fin di vita all'ospedale. Fingendosi suo padre, Lorenzo la va a visitare costantemente. Durante questo periodo in cui visita Michela quotidianamente, Lorenzo conosce Aurora, madre di Fabio, già paranoico e incapace di gestire i rapporti con gli altri fin da bambino, e torna a trovare la sua vecchia amante Rossana, la cui relazione ormai finita pare avesse portato alla morte per inedia della moglie di Lorenzo.
Scoperto non essere il padre di Michela, Lorenzo riceve un'ordinanza restrittiva e viene alla luce che durante l'esercizio della sua professione, Lorenzo aveva sì vinto tutte le cause, ma aveva più volte truffato lo stato mettendosi al servizio di falsi invalidi o per truffe. Una mattina Michela muore e Lorenzo si allontana da casa mettendo in agitazione la figlia Elena, che nonostante i silenzi del padre si era sempre preoccupata per lui sperando in una riconciliazione.
Qualche giorno dopo, Lorenzo si reca in tribunale, dove assiste al lavoro di interprete della figlia durante un processo. Tolta la seduta, Elena esce di tribunale e trova il padre a sedere su una panchina. In silenzio si siede al suo fianco e lui, senza dire niente, le stringe la mano.

## Produzione
La tenerezza nel film è una mano che afferra un’altra: come fonte di ispirazione durante la conferenza stampa a Roma, Gianni Amelio ha citato il momento in cui in Ladri di biciclette di Vittorio De Sica il bambino tiene stretta la mano di suo padre, proprio nel momento in cui viene umiliato.
La canzone sui titoli di testa è Mia Fora Thimame (Μια φορά θυμάμαι) di Giannis Spanos e Giorgos Papastefanou eseguita dalla cantautrice greca Arleta.

## Distribuzione
Il film è stato distribuito nelle sale cinematografiche italiane il 24 aprile 2017.

## Riconoscimenti
- 2018 - David di Donatello
  - Migliore attore protagonista a Renato Carpentieri
  - Candidatura per il Miglior film ad Agostino Saccà
  - Candidatura per il Miglior regista a Gianni Amelio
  - Candidatura per la Migliore sceneggiatura non originale a Gianni Amelio e Alberto Taraglio
  - Candidatura per la Migliore attrice non protagonista a Micaela Ramazzotti
  - Candidatura per il Migliore attore non protagonista a Elio Germano
  - Candidatura per la Miglior colonna sonora a Franco Piersanti
  - Candidatura per la Migliore scenografia a Giancarlo Basili
- 2017 - Nastro d'argento
  - Miglior film
  - Miglior regista a Gianni Amelio
  - Miglior attore protagonista a Renato Carpentieri
  - Miglior fotografia a Luca Bigazzi
  - Candidatura per la Migliore attrice protagonista a Giovanna Mezzogiorno e Micaela Ramazzotti
  - Candidatura per il Miglior scenografia a Giancarlo Basili
  - Candidatura per il Migliore sonoro in presa diretta ad Alessandro Zanon
- 2017 - Globo d'oro
  - Miglior attore a Renato Carpentieri
  - Candidatura a Miglior film
  - Candidatura a Miglior attrice a Micaela Ramazzotti
  - Candidatura a Miglior sceneggiatura a Gianni Amelio e Alberto Taraglio
- 2017 - Ciak d'oro
  - Miglior regista a Gianni Amelio[3]
  - Miglior attore protagonista a Renato Carpentieri[3]
  - Candidatura a Miglior fotografia a Luca Bigazzi